# La Baffe
La Baffe is een Franse gemeente in het departement Vosges in de regio Grand Est en telt 562 inwoners (1999). De gemeente maakt deel uit van het arrondissement Épinal.

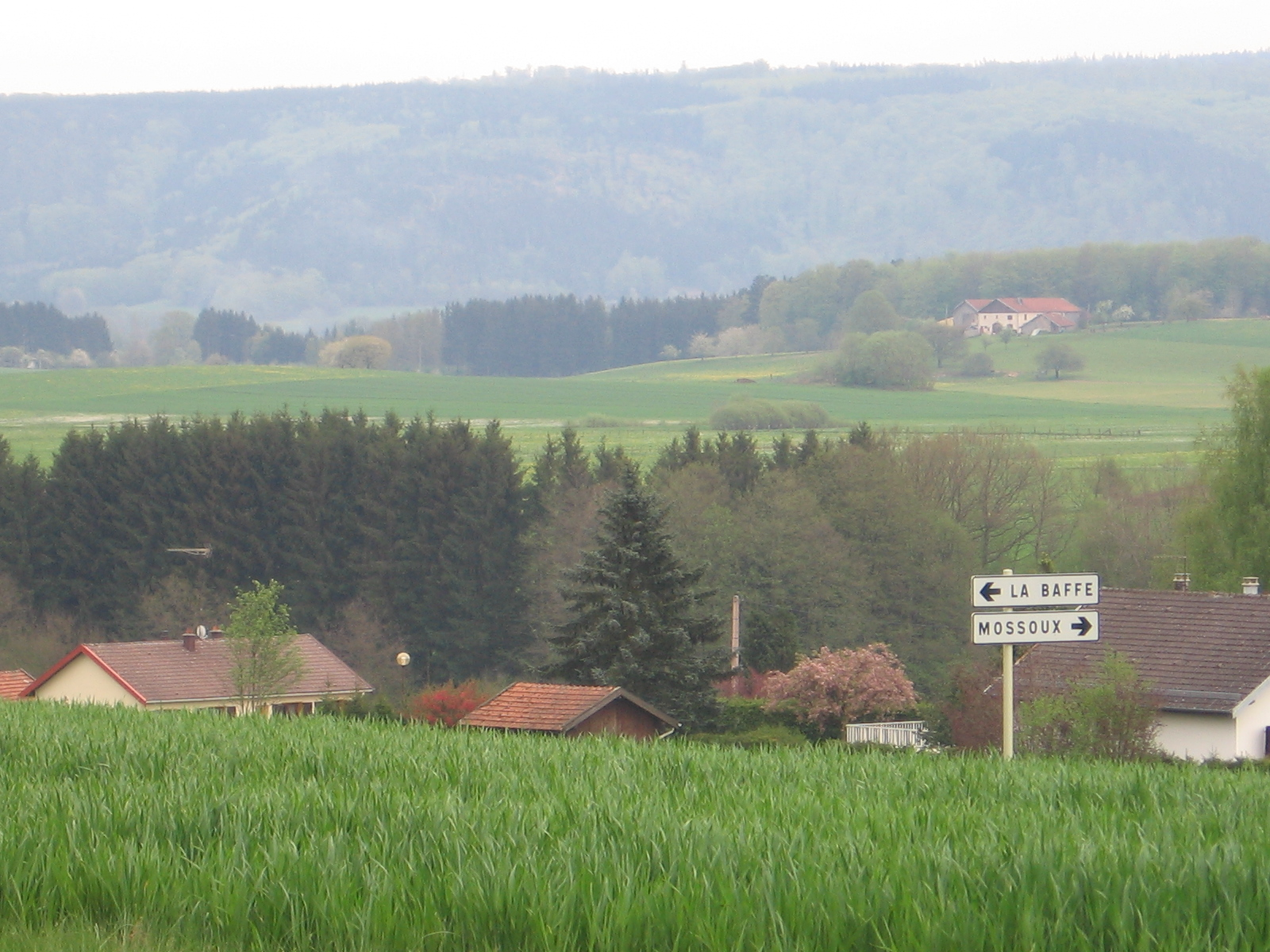
Uitzicht omgeving la Baffe

## Geografie
De oppervlakte van La Baffe bedraagt 9,01 vierkante kilometer; Op 1 januari 2022 was de bevolkingsdichtheid 68,9 inwoners per km².
De onderstaande kaart toont de ligging van La Baffe met de belangrijkste infrastructuur en aangrenzende gemeenten.

## Demografie
Onderstaande figuur toont het verloop van het inwonertal.